# Estació d'Almenara
Almenara és una estació de la línia C-6 de la xarxa de Rodalies Renfe de València situada al sud-est del nucli urbà d'Almenara a la comarca de la Plana Baixa de la província de Castelló.
L'estació es troba a la línia del Corredor Mediterrani, per la qual cosa passen molts trens de llarg recorregut sense parar.
L'estació es troba en el punt quilomètric 38,8 de la línia fèrria d'ample ibèric que uneix Almansa amb Tarragona en la seua secció entre València i Tarragona a 6,66 metres d'altitud.
L'estació va ser inaugurada el 25 d'agost de 1862 amb l'obertura del tram Sagunt-Nules de la línia que pretenia unir València amb Tarragona. Les obres van anar a càrrec de la Societat dels Ferrocarrils d'Almansa a València i Tarragona o AVT que prèviament i sota altres noms havia aconseguit unir València amb Almansa. El 1889, la mort de José Campo Pérez principal impulsor de la companyia va abocar la mateixa a una fusió amb la Campanyia del Nord. El 1941, després de la nacionalització del ferrocarril a l'Estat espanyol l'estació va passar a ser gestionada per la recentment creada RENFE. El 10 de juliol de 2001 es va posar en funcionament la nova estació d'Almenara que se situa a només 300 metres de l'antic edifici per a viatgers. Les noves instal·lacions compten amb cinc vies i tres andanes, una lateral i dos centrals. Des del 31 de desembre de 2004 Renfe Operadora explota la línia mentre que Adif és la titular de les instal·lacions ferroviàries.

## Serveis ferroviaris
Rodalies
Els trens de rodalia de la línia C-6 fan parada a l'estació.
| Procedència/Destinació     | <         | Línia | >        | Procedència/Destinació |
| -------------------------- | --------- | ----- | -------- | ---------------------- |
| Rodalies València de Renfe |           |       |          |                        |
| València-Nord              | Les Valls | C-6   | La Llosa | Castelló de la Plana   |